# Kendall Fuller
Pour les articles homonymes, voir Fuller.
(en) Statistiques sur pro-football-reference
Kendall Christopher Fuller, né le 13 février 1995 à Baltimore dans l'État du Maryland, est un sportif professionnel américain de football américain qui évolue au poste de cornerback dans la National Football League (NFL) depuis la saison 2016.
Sélectionné en 84e choix global lors du troisième tour de la draft 2016 de la NFL par la franchise des Redskins de Washington, il y joue pendant deux saisons (2016-2017) avant de rejoindre les Chiefs de Kansas City (2018–2019). Il revient ensuite à Washington en 2020, la franchise ayant changé de nom pour devenir la Washington Football Team puis les Commanders de Washington. Devenu agent libre, il signe avec les Dolphins de Miami le 14 mars 2024.
Au terme de la saison 2020, il remporte avec les Chiefs le Super Bowl LIV
Auparavant, au niveau universitaire, il a joué pour les Hokies de Virginia Tech pendant quatre saisons dans la NCAA Division I FBS et son Atlantic Coast Conference (ACC).

## Biographie

### Carrière universitaire
Il joue en NCAA Division I FBS avec les Hokies de Virginia Tech représentant l'Université de Virginia Tech.
Il y décroche les récompenses suivantes :
- Joueur défensif de l'année dans la conférence ACC : 2013
- Sélection dans la seconde équipe All-American : 2014
- Sélection dans la première équipe de la conférence ACC : 2014
- Sélection dans la seconde équipe de la conférence ACC : 2013

### Carrière professionnelle

#### Draft
Kendall est sélectionné en 84e choix global lors du troisième tours de la draft 2016 par la franchise des Redskins de Washington.

#### Redskins de Washington (2016-2017)

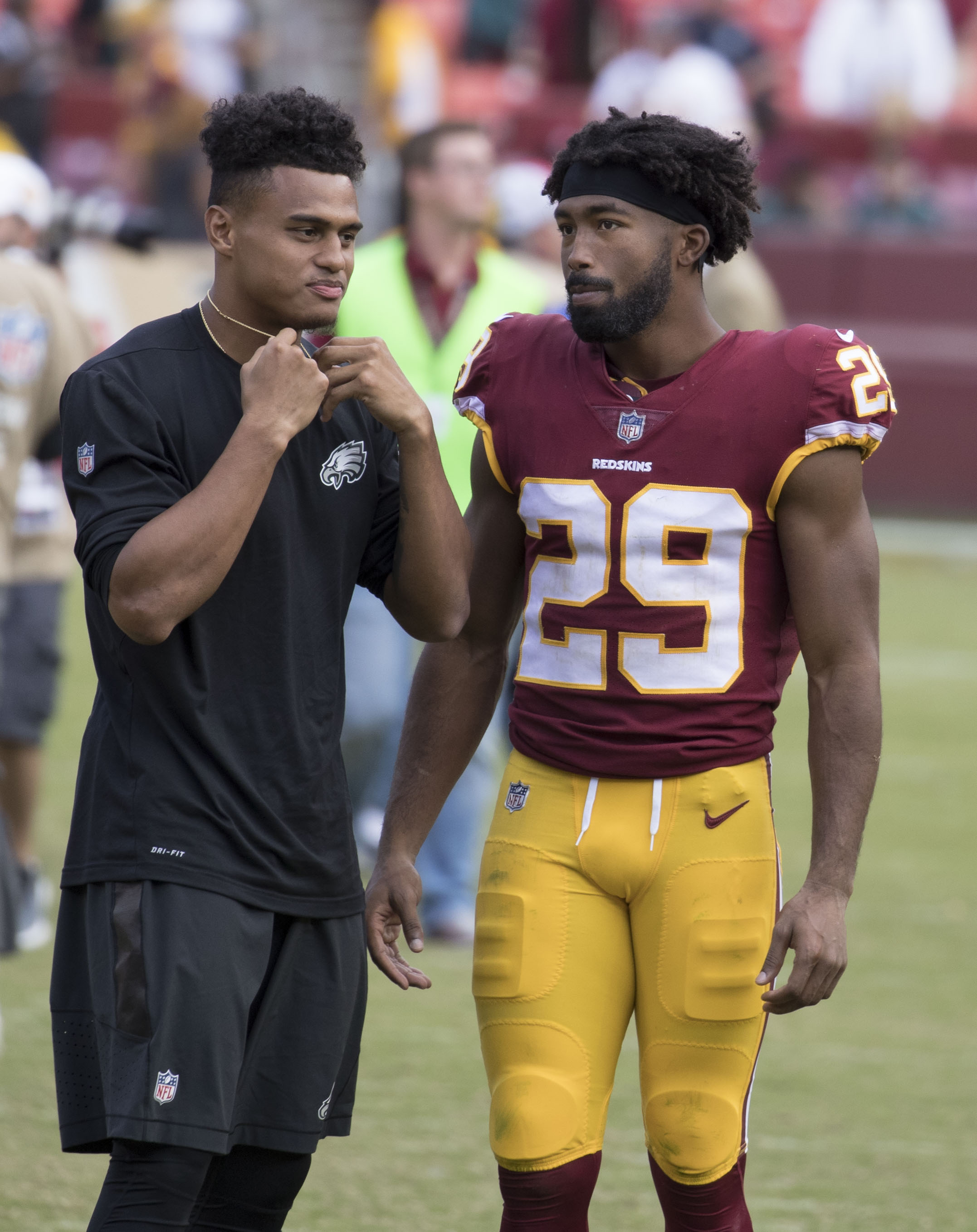
Fuller lors du match contre les Eagles le 10 septembre 2017.

#### Chiefs de Kansas City (2018-2019)
Il ne joue que deux saisons pour les Redskins car le 8 janvier 2018, la franchise accepte de l'échanger contre le quarterback des Chiefs de Kansas City, Alex Smith et leur 78e choix du 3e tour de la draft 2018. Cet échange est officialisé le 24 mars 2018.
Fuller devient le no 1 des cornerbacks de Kansas City à la suite de l'échange de Marcus Peters aux Rams de Los Angeles. L'entraîneur principal Andy Reid désigne Fuller et Steven Nelson en tant que titulaire aux postes de  cornerback pour la saison régulière 2018. Le 14 décembre 2018, Fuller subit une opération au poignet et reste inactif lors de la défaite des Chiefs en 16e semaine contre les Seahawks de Seattle. Il termine la saison avec 82 plaquages dont 64 en solo, 12 déviations de passes et deux interceptions lors des 15 matchs disputés tous en tant que titulaire.
Au terme de la saison 2019, il remporte le Super Bowl LIV gagné 31 à 20 contre les 49ers de San Francisco. Fuller y réalise plusieurs jeux cruciaux à la fin du quatrième quart temps, notamment une déviation de passe et une interception sur une passe du quarterback Jimmy Garoppolo qui a permis aux Chiefs d'assurer leur victoire.

#### Washington Football Team/Commanders de Washington (2020-2023)
Après deux ans chez les Chiefs, il devient agent libre. Le 16 mars 2020, il signe un contrat de quatre ans pour un montant de quarante millions de dollars avec la Washington Football Team.
Fuller réalise deux interceptions au cours du match contre les Ravens de Baltimore en 4e semaine de la saison 2020. Il termine sa saison avec un bilan de 50 plaquages et quatre interceptions
Fuller effectue sa première interception en 2021 sur une passe du quarterback Patrick Mahomes lors du match de la 6e semaine. En 12e semaine contre les Seahawks de Seattle, il intercepte une passe de Russell Wilson à l'occasion d'une tentative de conversion de touchdown à deux points dans le quatrième quart temps qui scelle le score à 17-15 pour les Commanders. Le 14 décembre 2021, il est placé sur la liste des joueurs touchés par la Covid-19 et manque le match de la 15e semaine contre les Eagles de Philadelphie. Il revient dans l'effectif le 24 décembre.
Lors de la 11e semaine de la saison 2022, Fuller inscrit le premier touchdown de sa carrière professionnelle à la suite d'une interception d'une passe du quarterback Davis Mills. La semaine suivante contre les Falcons d'Atlanta, il intercepte une passe du quarterback Marcus Mariota dans la end-zone alors qu'il ne reste que 58 secondes de jeu ce qui donne la victoire 19 à 13 aux Commanders. Lors du dernier match de la saison, il inscrit son deuxième touchdown professionnel à la suite de interception d'une passe du quarterback des Cowboys de Dallas, Dak Prescott, qu'il retourne en touchdown.
En 2023, Fuller est toujours titulaire au poste de cornerback aux côtés de Benjamin St-Juste. En 15 matchs, il totalise 79 plaquages, neuf passes défendues et deux interceptions.

#### Dolphins de Miami
Agent libre, Fuller signe le 14 mars 2024 un contrat portant sur deux saisons pour un montant de 16,5 millions de dollars avec les Dolphins de Miami.